# Richfield (Utah)
Pour les articles homonymes, voir Richfield.
La ville de Richfield est le siège du comté de Sevier, dans l’État de l’Utah, aux États-Unis. Sa population, qui s’élevait à 7 551 habitants lors du recensement de 2010, est estimée à 8 306 habitants au 1er juillet 2020.